# Gerald B. Greenberg
Gerald Bernard „Jerry“ Greenberg (* 29. Juli 1936 in New York City; † 22. Dezember 2017 in Santa Monica) war ein US-amerikanischer Filmeditor, der auf eine über 45-jährige Karriere zurückschauen konnte, in der er Filme wie Kramer gegen Kramer, Zeit des Erwachens und American History X schnitt.

## Leben
Greenberg begann seine Karriere 1960 im Musikschnitt. Seine ersten Schritte im Filmschnitt machte er 1963 als Hilfskraft von Dede Allen bei Elia Kazans Die Unbezwingbaren. Es folgte eine längere Zusammenarbeit mit Dede Allen, für die er 1967 bei Bonnie und Clyde bereits einzelne Sequenzen schneiden durfte. Sein Debüt als hauptverantwortlicher Filmeditor kam 1968 mit Sidney Lumets Bye Bye Braverman.
Im Jahr 1971 erhielt er für seine Arbeit an Brennpunkt Brooklyn den Oscar für den Besten Filmschnitt. Im Jahr 1980 erhielt er zwei Oscar-Nominierungen für die Filme Apocalypse Now und Kramer gegen Kramer. Mit dem Regisseur Brian De Palma verband ihn kurzzeitig eine Zusammenarbeit über mehrere Filme. So schnitt er für ihn nicht nur heutige Kultfilme wie Scarface und The Untouchables – Die Unbestechlichen, sondern auch Dressed to Kill und Der Tod kommt zweimal.
Gerald B. Greenberg war Mitglied der American Cinema Editors.
Im Dezember 2017 starb er im Alter von 81 Jahren.

## Filmografie (Auswahl)
- 1966: Stufen in die Vergangenheit (Τα σκαλοπάτια)
- 1968: Bye Bye Braverman
- 1968: Rosen für die Lady (The Subject Was Roses)
- 1969: Die Harten und die Zarten (The Boys in the Band)
- 1971: Der verkehrte Sherlock Holmes (They Might Be Giants)
- 1971: Brennpunkt Brooklyn (The French Connection)
- 1973: Harley Davidson 344 (Electra Glide in Blue)
- 1973: Die Seven-Ups (The Seven-Ups)
- 1974: Stoppt die Todesfahrt der U-Bahn 123 (The Taking of Pelham One Two Three)
- 1976: Duell am Missouri (The Missouri Breaks)
- 1979: Apocalypse Now
- 1979: Kramer gegen Kramer (Kramer vs. Kramer)
- 1980: Dressed to Kill
- 1980: Heaven’s Gate – Das Tor zum Himmel (Heaven’s Gate)
- 1982: In der Stille der Nacht (Still of the Night)
- 1983: Scarface – Toni, das Narbengesicht (Scarface)
- 1984: Der Tod kommt zweimal (Body Double)
- 1986: Gnadenlos (No Mercy)
- 1986: Wise Guys – Zwei Superpflaumen in der Unterwelt (Wise Guys)
- 1987: The Untouchables – Die Unbestechlichen (The Untouchables)
- 1988: Angeklagt (The Accused)
- 1989: Detroit City – Ein irrer Job (Collision Course)
- 1989: Schöne Bescherung (National Lampoon’s Christmas Vacation)
- 1990: Zeit des Erwachens (Awakenings)
- 1991: For the Boys – Tage des Ruhms, Tage der Liebe (For the Boys)
- 1992: Der Außenseiter (School Ties)
- 1998: American History X
- 2000: Get Carter – Die Wahrheit tut weh (Get Carter)
- 2000: Traumpaare (Duets)
- 2001: Angel Eyes
- 2002: 24 Stunden Angst (Trapped)
- 2003: Haus über Kopf (Bringing Down the House)
- 2006: Unbesiegbar – Der Traum seines Lebens (Invincible)
- 2009: Der göttliche Mister Faber (Arlen Faber)
- 2010: Privileged
- 2015: Point Break

## Auszeichnungen
Oscar
- 1972: Bester Schnitt – French Connection – Brennpunkt Brooklyn
- 1980: Bester Schnitt – Apocalypse Now (nominiert)
- 1980: Bester Schnitt – Kramer gegen Kramer (nominiert)

BAFTA Award
- 1973: Bester Schnitt – French Connection – Brennpunkt Brooklyn
- 1980: Bester Schnitt – Apocalypse Now (nominiert)
- 1981: Bester Schnitt – Kramer gegen Kramer (nominiert)